# Tabanus sagittipalpis
Tabanus sagittipalpis är en tvåvingeart som beskrevs av Szilady 1926. Tabanus sagittipalpis ingår i släktet Tabanus och familjen bromsar. Inga underarter finns listade i Catalogue of Life.